# Chromocryptus vandykei
Chromocryptus vandykei là một loài tò vò trong họ Ichneumonidae.